# هنري رودريغيز (لاعب كرة قاعدة)
هنري رودريغيز (بالإسبانية: Henry Alberto Rodríguez)‏ هو لاعب كرة قاعدة فنزويلي، ولد في 25 فبراير 1987 في زوليا في فنزويلا.

## وصلات خارجية
- هنري رودريغيز (لاعب كرة قاعدة) على موقع دوري كرة القاعدة الرئيسي (الإنجليزية)
- هنري رودريغيز (لاعب كرة قاعدة) على موقعبيزبول رفرنس.كوم (الدوري الرئيسي) (الإنجليزية)
- هنري رودريغيز (لاعب كرة قاعدة) على موقعبيزبول رفرنس.كوم (الدوري الثانوي) (الإنجليزية)
- هنري رودريغيز (لاعب كرة قاعدة) على موقع إي إس بي إن.كوم (أم.أل.بي) (الإنجليزية)
- هنري رودريغيز (لاعب كرة قاعدة) على موقع مشجعي الرسوم البيانية (الإنجليزية)